# Lit à la turque

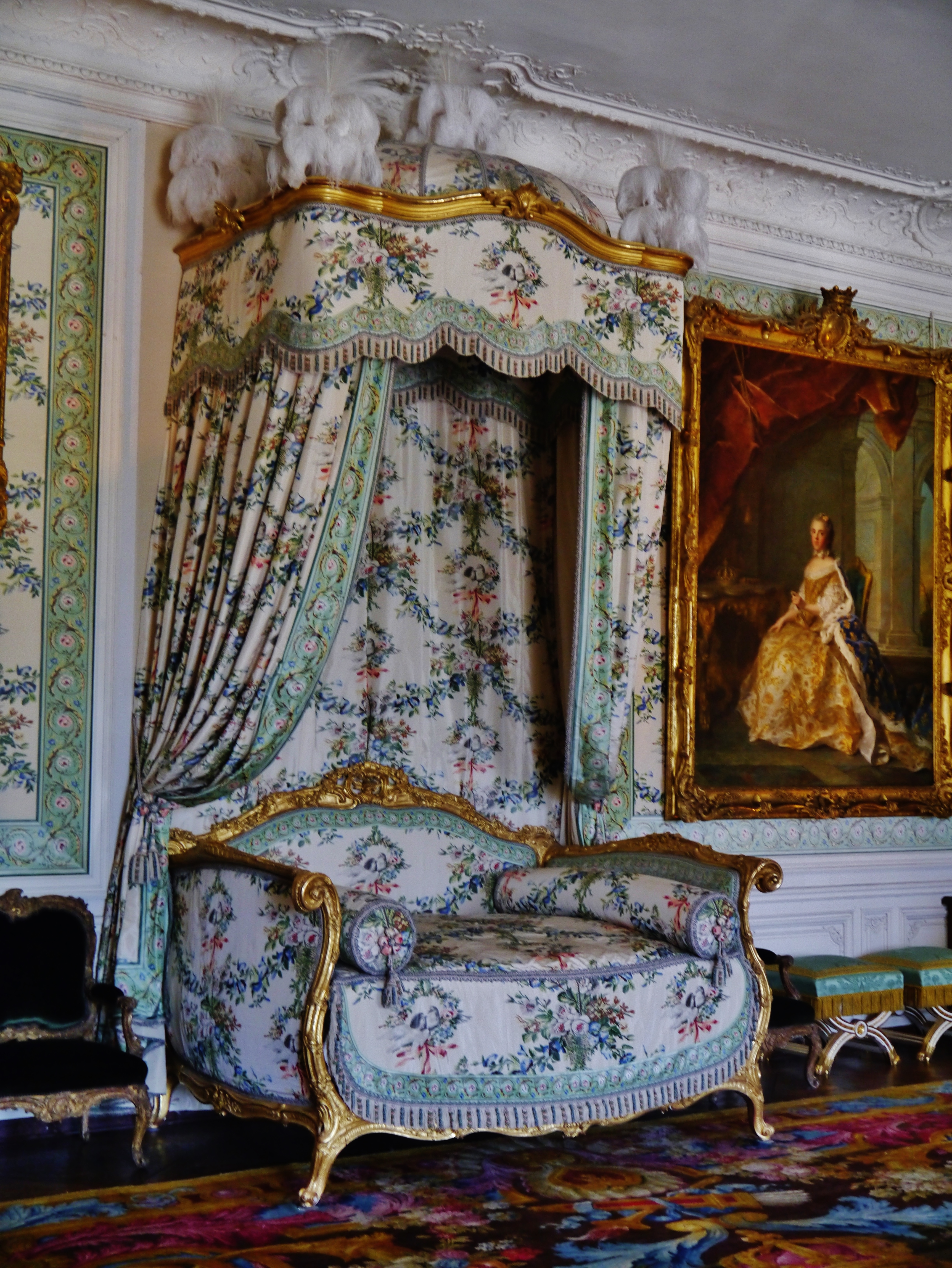
Lit à la turque à trois dossiers (vers 1775), bois de lit en hêtre, sculpté, attribué à Jean-Baptiste I Tilliard, conservé dans la chambre de Madame Victoire, appartements de mesdames au château de Versailles.

Un lit à la turque est une forme de lit en vogue au XVIIIe siècle, représentatif du style Louis XVI. 

## Nom et étymologie
Le néologisme de « à la turque » renvoie à une appellation abusive de ce mobilier. En effet, il s'agit surtout d'évoquer un exotisme dans l'esthétisme de ce mobilier équivalant au mouvement orientaliste qui naît au xviiie siècle. Ce qualificatif fait alors appel à une forme de pittoresque.
Le terme est pour la première fois utilisé dans le récit de voyage de Quiclet, un voyageur français qui réalise un périple à Constantinople sous l'empire Ottoman en 1664. Néanmoins la description produite n'a rien à voir avec les meubles utilisés par les turcs pour dormir.

## Description
Le lit à la turque est généralement disposé de travers (avec le long coté contre le mur) et souvent muni d'un baldaquin. C'est son esthétique induit par ses broderies et ses motifs ainsi que les décors de sa sculpture qui conduisent à son appellation.